# Bordertown (1935)
Bordertown (bra: A Barreira) é um filme estadunidense de 1935, do gênero drama romântico, dirigido por Archie Mayo, estrelado por Paul Muni e Bette Davis, e co-estrelado por Margaret Lindsay, Eugene Pallette e Robert Barrat. O roteiro de Laird Doyle e Wallace Smith foi baseado na adaptação de Robert Lord do romance "Border Town" (1934), de Carroll Graham. Embora os filmes "They Drive by Night" (1940) e "Blowing Wild" (1953) não sejam especificamente refilmagens de "Bordertown", eles incluem elementos de enredo e cenas semelhantes.

## Enredo
Depois de se formar na Pacific Night Law School em Los Angeles, o corajoso e ambicioso Johnny Ramirez (Paul Muni) perde seu primeiro processo judicial por causa da sua falta de preparo. O caminhão de seu cliente foi destruído pela descuidada Dale Elwell (Margaret Lindsay), que está sendo defendida por Brook Manville (Gavin Gordon), seu amante. Com o assédio moral que vinha sofrendo de Manville, Johnny reage, perdendo seu temperamento e o caso.
Demitido por suas ações, ele viaja para uma pequena cidade ao sul da fronteira e encontra trabalho como segurança no cassino decadente de Charlie Roark (Eugene Pallette). Johnny ajuda a transformar o local em uma boate de primeira classe chamada Silver Slipper, que atrai uma multidão luxuosa e faz Charlie torná-lo seu sócio, visando recompensá-lo por seus esforços. Marie (Bette Davis), a solitária e infeliz esposa de Charlie, flerta com Johnny, que resiste aos seus avanços. Certa de que Johnny a dispensou por causa de seu casamento, ela tranca o marido embriagado na garagem e deixa o carro ligado, asfixiando-o.
Dale Elwell e seus amigos da alta sociedade, incluindo Brook Manville, visitam o clube e Johnny se apaixona por ela. Ao descobrir que Johnny ama outra mulher, uma Marie obsessiva e ciumenta surge, e acusa Johnny de assassinar Charlie, o colocando em uma disputa acirrada entre seu trabalho e a lei.

## Elenco
- Paul Muni como Johnny Ramirez
- Bette Davis como Marie Roark
- Margaret Lindsay como Dale Elwell
- Eugene Pallette como Charlie Roark
- Robert Barrat como Padre
- Soledad Jiminez como Sra. Ramirez
- Hobart Cavanaugh como Harry
- Gavin Gordon como Brook Manville
- William Davidson como Dr. Carte

Não-creditados:
- Oscar Apfel como Juiz Rufus Barnswell
- Wade Boteler como Novo Proprietário do Cassino
- Chris-Pin Martin como José
- George Regas como Guillermo
- Arthur Treacher como Roberts

## Produção
"Bordertown" foi um dos primeiros filmes analisados pelo Escritório Hays, que estava aplicando o Código de Produção de Cinema introduzido em 1930 para eliminar ou limitar conteúdos vistos como controversos ou lascivos. No roteiro original, Johnny Ramirez é exonerado de seu cargo por cometer assassinato e chega, de fato, a ter um caso extraconjugal com Marie Roark, dois elementos de enredo que tiveram que ser revisados e retirados da versão final do roteiro, para assim conseguir a aprovação do escritório.
O protagonista masculino Paul Muni queria Carole Lombard ou Lupe Vélez para interpretar a protagonista feminina, mas depois de ouvir o feedback positivo que sua atriz contratada Bette Davis estava recebendo por sua atuação em "Escravos do Desejo", que estava em produção no estúdio rival RKO, o chefe do estúdio Jack L. Warner decidiu escalá-la para o papel de Marie Roark. "Marie foi um excelente papel de atuação – um passo na direção de onde eu queria que minha carreira fosse", Davis relembrou mais tarde. "Eu queria ser conhecida como uma atriz, não necessariamente uma estrela, embora essa seria a cobertura do bolo caso acontecesse".
O diretor Archie Mayo esperava que Davis apresentasse um desempenho histriônico, mas a atriz, cuja irmã sofria de um transtorno mental, insistiu que um retrato sutil do colapso seria mais apropriado e preciso. "Quando acreditei firmemente e sinceramente que deveria interpretar meu papel de certa forma, não tive medo de discutir sobre isso com o meu diretor", lembrou Davis. "Eles queriam que eu fosse uma lunática delirante, que eu puxasse meu próprio cabelo e gritasse. Essa é a única forma de insanidade que foi reproduzida nas telas até aquele momento". Depois que o filme foi concluído, os executivos do estúdio sentiram que os espectadores não perceberiam que Marie era insana, e insistiram para que Davis refilmasse a cena. Ela concordou em refazer suas cenas, mas somente se o público da pré-estreia não percebesse a condição mental da personagem. "Nunca me pediram para refazer uma cena", lembrou Davis.

## Recepção
Andre Sennwald, do The New York Times, chamou o filme de "melodrama cru e mordaz que lida com emoções amargamente realistas" que permitem Paul Muni de "estremecer todos os nervos no tipo de papel tenso no qual ele é tão perfeitamente satisfatório", e de exibir "seu grande talento para convicção e honestidade teatral". Ele citou o "desempenho fino e incomumente honesto" de Bette Davis, que considerou "eficaz e tocante em labirintos patológicos que o cinema raramente ousa examinar". Enquanto ele achava que a "confissão fraca na conclusão de Bordertown é um desfecho pouco convincente e inconsistente para a carreira de um rebelde tão vigoroso contra a ordem estabelecida", ele sentiu que o filme "de outra forma consegue gerenciar a atenção do espectador diante dos materiais pitorescos e um tanto histéricos da história".

### Bilheteria
De acordo com os registros da Warner Bros., o filme arrecadou US$ 891.000 nacionalmente e US$ 346.000 no exterior, totalizando US$ 1.237.000 mundialmente.